# Quinne Brown
Quinne Brown (Johannesburgo, 9 de junio de 1979) es una actriz sudafricana. Es más conocida por su actuación en las  películas Ouma se Slim Kind, Sedona's Rule y This Is Charlotte King.

## Biografía
Brown nació el 9 de junio de 1979 en Johannesburgo, Sudáfrica. Estudió geografía y antropología en la Universidad de Johannesburgo.

## Carrera profesional
Siendo aún estudiante, se unió al elenco de la telenovela 7de Laan, dando vida al personaje Connie van der Lecq. También ha sido presentadora en el programa de entrevistas SABC2. En 2003, tomó una licencia sabática debido al fallecimiento de su padre en abril.
También trabajó en teatro, cine y comerciales mientras vivía en San Francisco. En 2008, comenzó a enseñar en una escuela de actuación para niños. Tras diez años en Estados Unidos, regresó a Sudáfrica y en 2016, se reincorporó al elenco de '7de Laan', nuevamente como 'Connie'.

## Filmografía
| Año                   | Título                      | Rol                 | Tipo                | Ref.  |
| --------------------- | --------------------------- | ------------------- | ------------------- | ----- |
| 2001-03/2016-presente | 7de Laan                    | Connie van der Lecq | Serie de televisión | [ 3 ] |
| 2007                  | Ouma se Slim Kind           | Klaradyn            | Película            | [ 1 ] |
| 2007                  | Just Under a Million        | Rachel              | Cortometraje        |       |
| 2007                  | A Clean, Well-Lighted Place | Joven               | Cortometraje        |       |
| 2008                  | The Shadow of Evil          | Doris               | Cortometraje        |       |
| 2010                  | This Is Charlotte King      | Charlotte King      | Cortometraje        |       |
| 2010                  | Sedona's Rule               | Irene               | Película            |       |
| 2010                  | Nominated                   |                     | Película            |       |
| 2011                  | Homeward Bound              | Nicole              | Cortometraje        |       |
| 2013                  | Lifeless                    | Janice              | Película            |       |

## Vida personal
Viajó a San Francisco en 2003 para el funeral de su padre, donde conoció a quien sería su esposo, Ryan Huffman. Se casaron en 2006 e inicialmente vivieron en San Francisco. Posteriormente, se mudaron a San Diego, donde tuvieron a sus dos hijas, Charlotte y Lara.